# Guarda e Segurança Presidencial

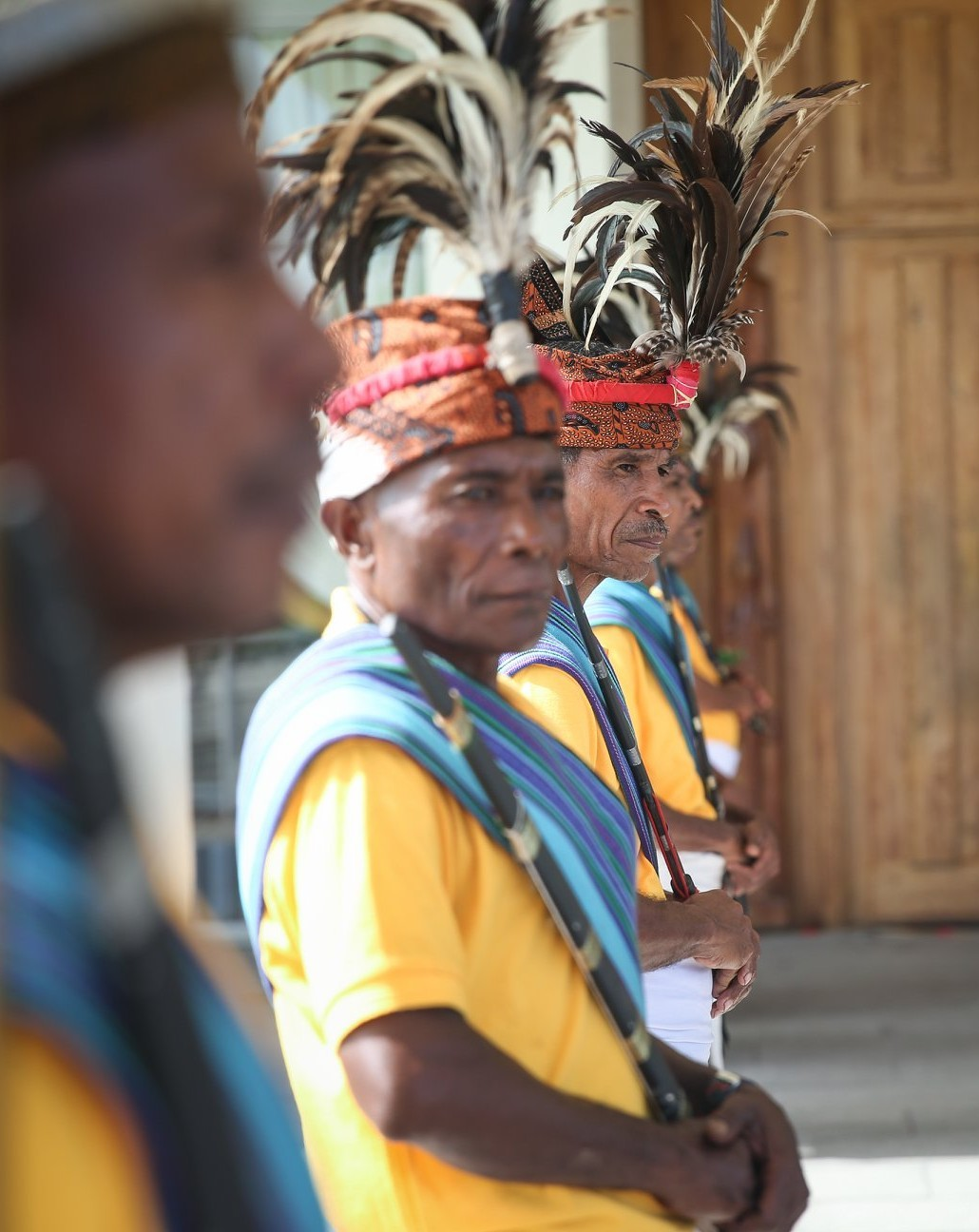
Moradores der Guarda e Segurança Presidencial

Die Guarda e Segurança Presidencial (GSP, deutsch präsidialer Wach- und Sicherheitsdienst) ist in Osttimor verantwortlich für den Schutz und die Sicherheit des Staatspräsidenten und seiner Familienangehörigen, die in der Residenz leben, sowie für den Schutz des Eigentums, der Gebäude und der Personen, die unmittelbar der Präsidentschaft zugeordnet sind. Sie begleitet den Präsidenten auch auf Reisen im In- und Ausland.

## Abteilungen
Die GSP setzt sich zusammen aus dem Personenschutz, dem Objektschutz, einer eigenen Feuerwehr, einer Krankenstation und den Moradores.

### Chef der Guarda e Segurança Presidencial
Chef ist ein hochrangiger Offizier der Nationalpolizei Osttimors (PNTL). Er verfasst Dienstanweisungen, Vorschriften und Verfahren und sorgt für ihre Einhaltung. Der Sicherheitschef ernennt aus den Reihen der Polizei die Fahrer des Präsidenten und seiner Ehegattin. Die Fahrer müssen eine besondere Ausbildung zur Führung von Dienstfahrzeugen durchlaufen haben. Besuche des Präsidenten bei den Verteidigungskräften (F-FDTL) koordiniert die GSP zusammen mit dem Militärstab des Präsidialamtes.

### Personenschutz

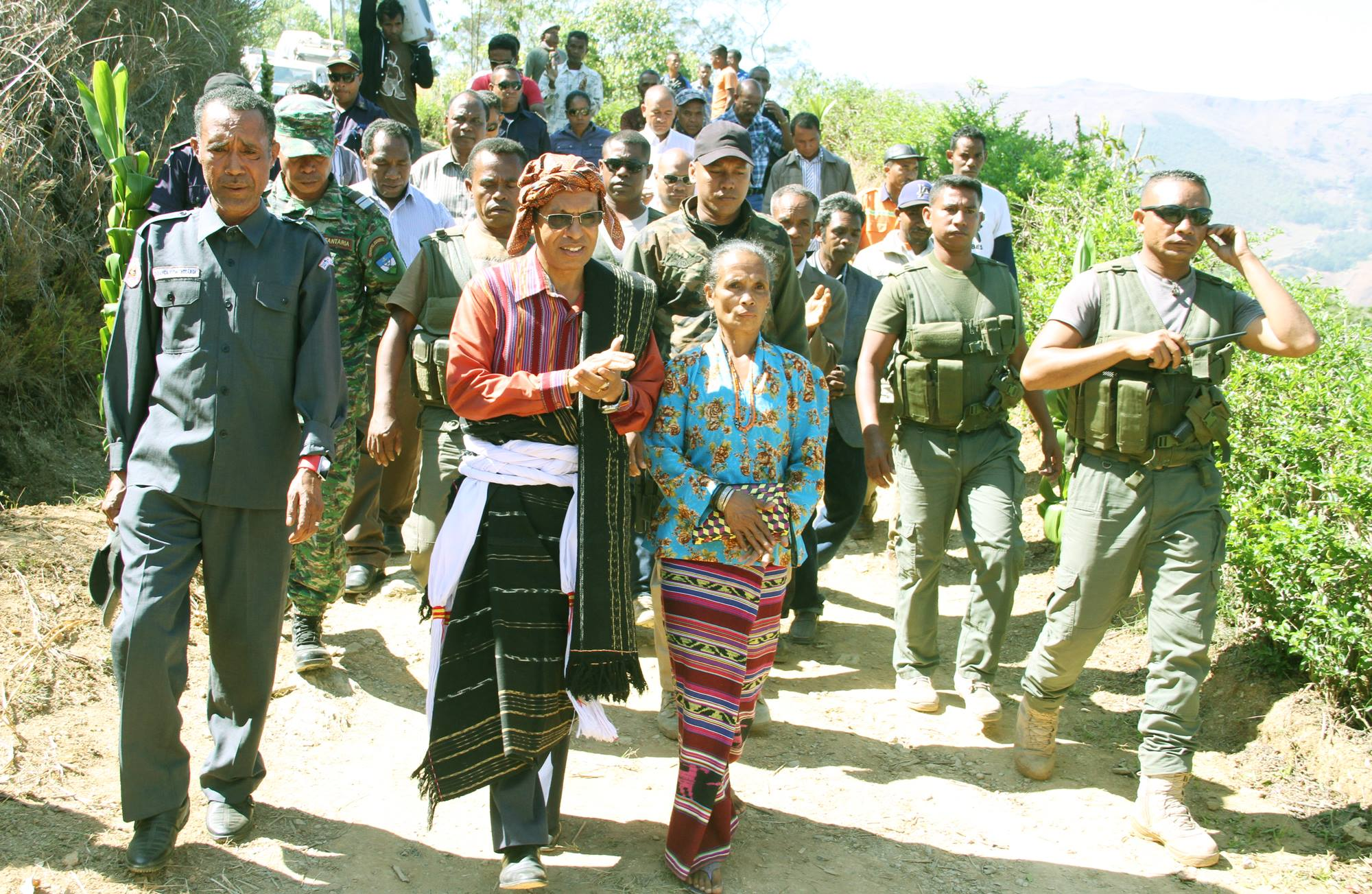
Personenschutz beim Besuch von Taur Matan Ruak in Manelobas (2015)

Die Mitglieder des Personenschutzes stellt die Nationalpolizei. Sie müssen über entsprechende Qualifikationen verfügen und werden nach Zustimmung des Sicherheitschefs, in Absprache mit dem Präsidenten ausgewählt. Die Mannschaftsgröße wird nach Einschätzungen des Sicherheitschefs anhand der aktuellen Bedrohungslage festgelegt. In Falle einer gestiegenen Bedrohung kann der Sicherheitschef den Generalkommandanten der PNTL um eine vorübergehende Personalverstärkung ersuchen. Der Präsident entscheidet über den Grad des Personenschutzes.
Alle sechs Monate werden die Personenschützer auf ihre Tauglichkeit in Bezug auf technische und berufliche, medizinische, physiologische und psychologische Eignung hin untersucht.

### Objektschutz
Den Objektschutz übernehmen Angehörige der Nationalen Direktion für die Sicherheit öffentlicher Gebäude sowie bei Bedarf Angehörige der PNTL oder der F-FDTL. Sie sind für die Zugangsüberwachung und Schutz des Präsidentenpalastes, der Privatresidenz des Präsidenten und anderer Gebäude zuständig.

### Feuerwehr
Die dem GSP zugeordneten Feuerwehrleute sollen die Präsidialeinrichtungen beschützen und im Falle von Katastrophen oder Bränden Rettungsmaßnahmen durchführen. Brandschutzbeauftragte sind für die Einsatzbereitschaft der Ausrüstung verantwortlich, um Gebäude, Eigentum und Mitarbeiter des Präsidialamtes zu schützen. Sie sorgen für die regelmäßige Wartung der Brandschutz- und Zugänglichkeitssysteme des Gebäudes.
Mehrmals wurde bereits der Präsidentenpalast bei Flutkatastrophen überschwemmt.

### Gesundheitsabteilung
Die Gesundheitsabteilung ist auf grundlegende Lebenserhaltungsmaßnahmen spezialisiert. Zum Beispiel verfügt sie über einen Defibrillator. Sie setzt sich aus Gesundheitstechnikern zusammen, die vom Gesundheitsministerium entsprechend dem ermittelten Bedarf abgeordnet werden. Neben dem Präsidenten soll sie auch die Unversehrtheit der anderen Personen gewährleisten, die direkt der Präsidentschaft der Republik zugeordnet sind.

### Moradores

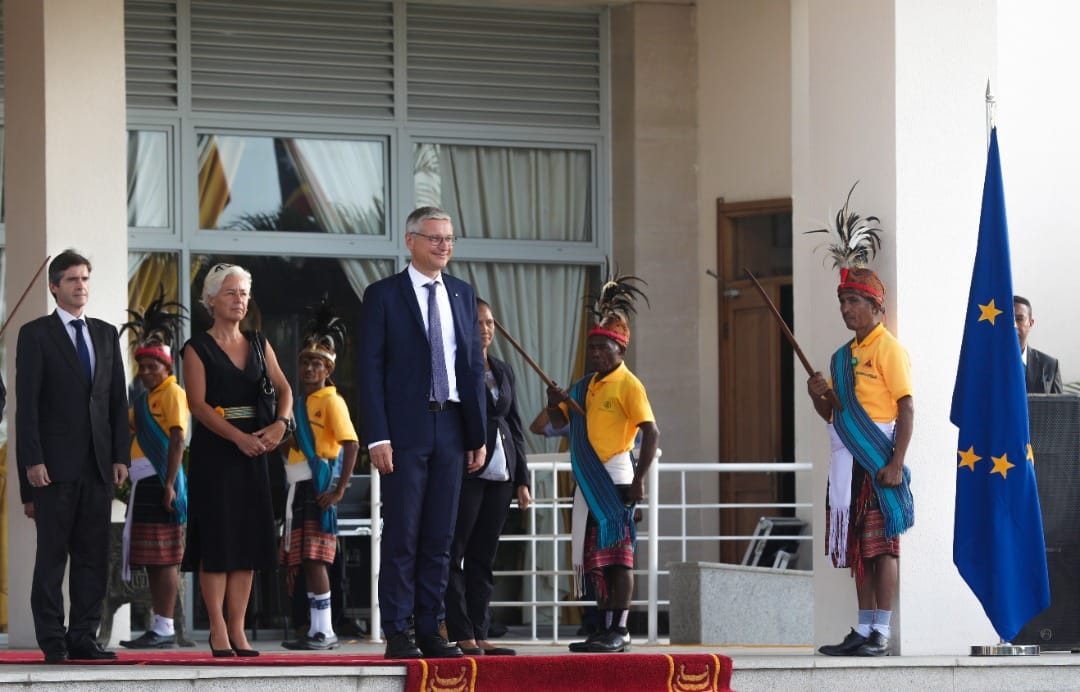
Moradores bei der Ehrenformation für EU-Botschafter Marc Fiedrich (2022)

Die Moradores sind eine Sonderabteilung, die mit ihrem Namen und den Uniformen an die früheren timoresischen Kämpfer der portugiesischen Kolonialarmee erinnert. Während der Öffnungszeiten des Präsidiums dienen sie als Ehrenwache für den Präsidenten und beim offiziellen Empfang von Besuchern sowie bei Flaggenparaden im Präsidentenpalast. So tragen sie einen Wickelrock aus einem Tais und sind mit Suriks bewaffnet.